# Cybianthus alpestris
Cybianthus alpestris är en viveväxtart som först beskrevs av Johannes Eugen ius Bülow Warming, och fick sitt nu gällande namn av Carl Christian Mez. Cybianthus alpestris ingår i släktet Cybianthus, och familjen viveväxter. Inga underarter finns listade i Catalogue of Life.